# Shubenacadie Grand Lake
Shubenacadie Grand Lake är en sjö i Kanada.   Den ligger i provinsen Nova Scotia, i den östra delen av landet, 1 000 km öster om huvudstaden Ottawa. Shubenacadie Grand Lake ligger 13 meter över havet. Arean är 18,41 kvadratkilometer. Den sträcker sig 12,4 kilometer i nord-sydlig riktning, och 5,2 kilometer i öst-västlig riktning.
I omgivningarna runt Shubenacadie Grand Lake växer i huvudsak blandskog. Runt Shubenacadie Grand Lake är det ganska glesbefolkat, med 27 invånare per kvadratkilometer.